# Comuna Mala Luka, Huseatîn
Mala Luka (în ucraineană Мала Лука) este o comună în raionul Huseatîn, regiunea Ternopil, Ucraina, formată din satele Kokoșînți, Mala Luka (reședința) și Monastîrîha.

## Demografie
Componența lingvistică a comunei Mala Luka
     Ucraineană (99,89%)
     Alte limbi (0,11%)
Conform recensământului din 2001, majoritatea populației comunei Mala Luka era vorbitoare de ucraineană (99,89%), existând în minoritate și vorbitori de alte limbi.